# کلرید گادولینیم (III)
کلرید گادولینیم (III) (به انگلیسی: Gadolinium(III) chloride) با فرمول شیمیایی GdCl۳ یک ترکیب شیمیایی است. که جرم مولی آن ۲۶۳٫۶۱ g/mol می‌باشد. شکل ظاهری این ترکیب، بلورهای سفید است.